# Ратха-ятра

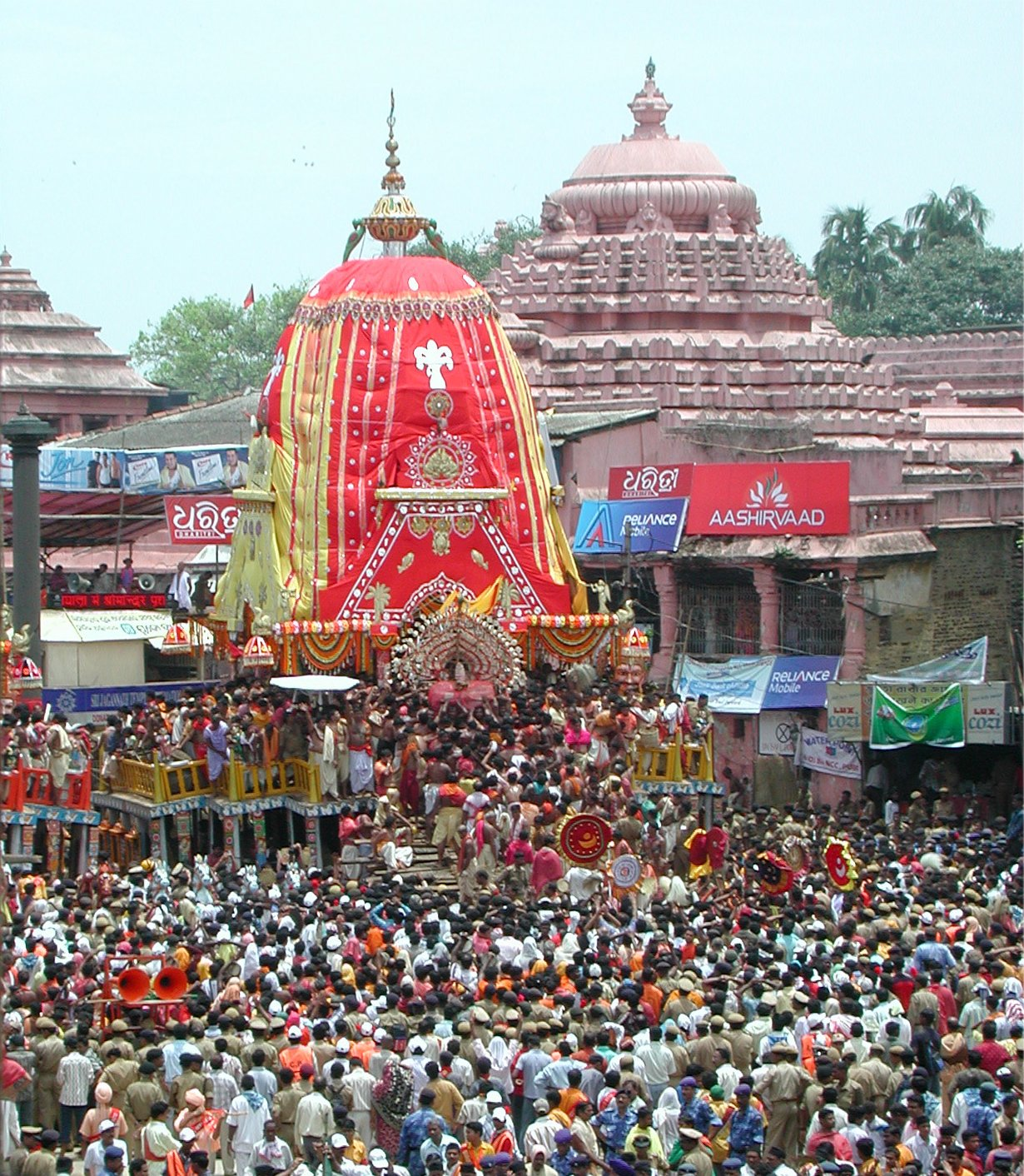
Ратха-ятра в Пурі в 2007 році

Ратха-ятра ( Ratha - yātrā IAST «свято колісниць») — одне з головних свят в індуїзмі, пов'язане з однією з форм Крішни - божеством Джаґаннатх. Центральним елементом фестивалю є хода колісниць з дерев'яними божествами Джаґаннатха , Баладеви і Субгадри. Фестиваль Ратха-ятри відзначає повернення Крішни до себе додому під Вріндавану після тривалого періоду розлуки зі своїми коханими пастушками - ґопі .
Основний фестиваль проводиться щорічно у червні, або липні в місті Пурі штату Одіша. Значна частина населення Пурі тим чи іншим чином задіяна у поклонінні Джаґаннатхі у давньому храмі, який є одним з найважливіших місць паломництва в Індії. Згідно з легендою, поклоніння Джаґаннатха в Пурі ведеться вже кілька мільйонів років (з минулої Калі-юґи).
Ратха-ятра регулярно проходить також і в інших містах Індії, де є храми Джаґаннатха. Починаючи з 1960-х років, завдяки проповіді Бгактіведанти Свамі Прабгупади і заснованої ним індуїстської вайшнавської організації «Міжнародне Товариство Свідомості Крішни» , фестивалі Ратха-ятра стали проводити у багатьох містах світу за межами Індії, у тому числі в Україні.